# Bernac-Dessus
Bernac-Dessus ist eine französische Gemeinde mit 283 Einwohnern (Stand 1. Januar 2022) im Département Hautes-Pyrénées in der Region Okzitanien (vor 2016: Midi-Pyrénées). Sie gehört zum Arrondissement Tarbes und zum Kanton Moyen-Adour.

## Geographie
Bernac-Dessus liegt circa neun Kilometer südöstlich von Tarbes in dessen Einzugsbereich (Aire urbaine) in der historischen Grafschaft Bigorre.
Umgeben wird Bernac-Dessus von den fünf Nachbargemeinden:
|               | Bernac-Debat                                | Barbazan-Dessus |
| Arcizac-Adour | Kompassrose, die auf Nachbargemeinden zeigt | Hitte           |
|               | Vielle-Adour                                |                 |

Bernac-Dessus liegt im Einzugsgebiet des Flusses Adour.
Der Canal d’Alaric, ein Seitenkanal des Adour durchquert das Gebiet der Gemeinde zusammen mit seinem Nebenfluss Echéoux, der in Bernac-Dessus entspringt.
Der Arrêt-Darré, ein Nebenfluss des Arros, markiert die natürliche Grenze zur östlichen Nachbargemeinde Hitte. Der Baquarat, einer seiner Nebenflüsse, fließt teilweise an der Grenze zur südlichen Nachbargemeinde Vielle-Adour entlang, bevor er in den Arrêt-Darré mündet.
Außerdem wird das Gemeindegebiet durch den Ruisseau de Layet bewässert.

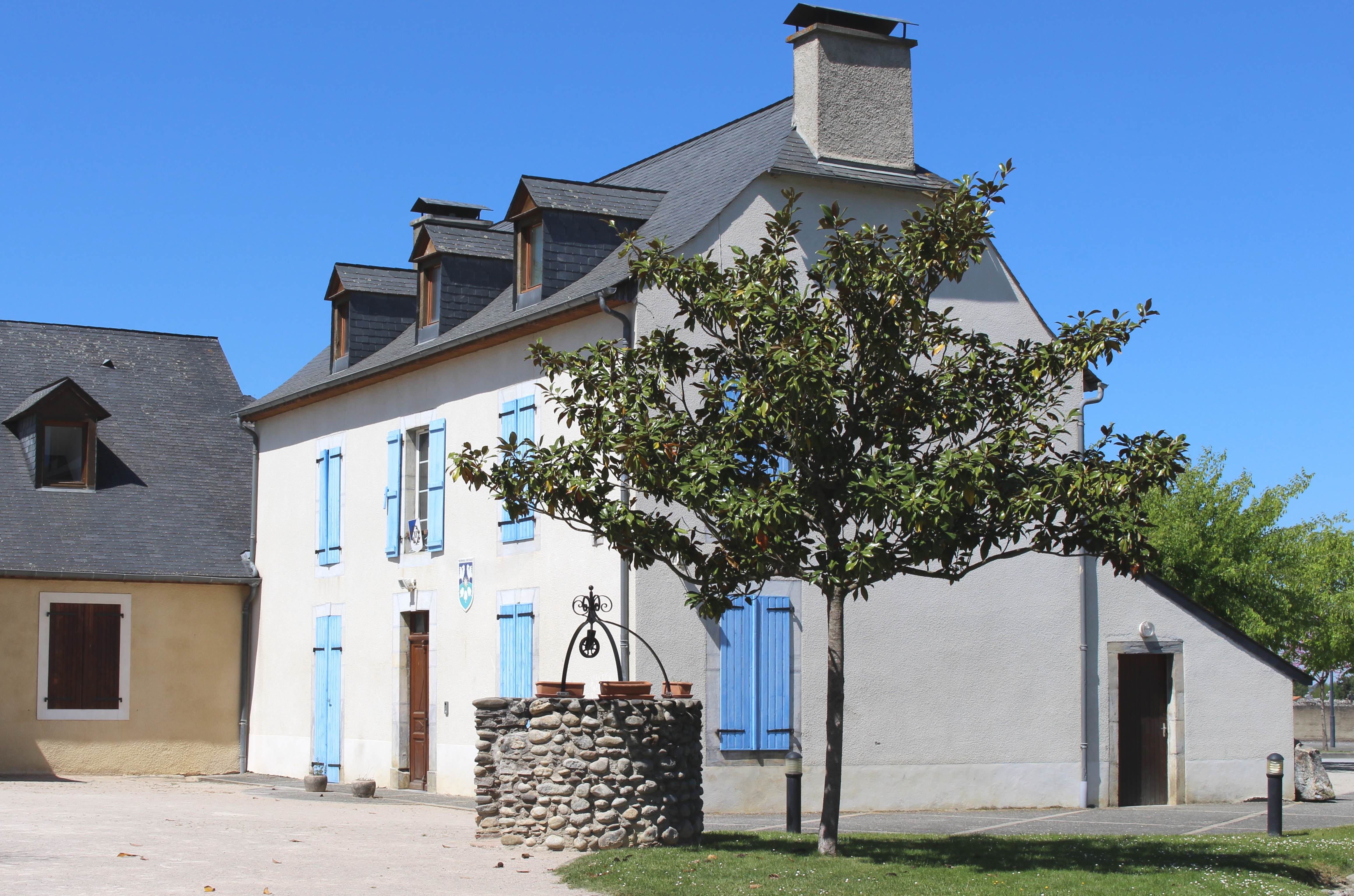
Bürgermeisteramt (Mairie) von Bernac-Dessus

## Toponymie
Der okzitanische Name der Gemeinde heißt Bernac Dessús. Der erste Namensteil stammt von einem galloromanischen Eigennamen Brennus, einem germanischen Eigennamen Bernus oder einem gallischen Eigennamen Vernus oder Verno und dem Suffix -acum ab („Landgut des Brennus/Bernus/Vernus/Verno“). Der zweite Namensteil ist eine Ableitung des gascognischen dessús („südlich“ im Verhältnis zu Bernac-Debat).
Toponyme und Erwähnungen von Bernac-Dessus waren:
- A Bernag de Sus (gegen 1200–1230, Kopialbücher der Grafschaft Bigorre und Pau),
- Bernag Desus (1285, Volkszählung des Adels im Bigorre),
- De Bernaco Superiori (1313 und 1342, Steuerliste Debita regi Navarre bzw. Kirchenregister von Tarbes),
- Bernac Dessus (1429, 1750 und 1793, Zensusliste der Grafschaft Bigorre, Karte von Cassini bzw. Notice Communale),
- Bernac-Dessus (1801, Bulletin des lois).[3][4][5]

## Einwohnerentwicklung
Nach Beginn der Aufzeichnungen stieg die Einwohnerzahl bis zur Mitte des 19. Jahrhunderts auf einen Höchststand von rund 505. In der Folgezeit sank die Größe der Gemeinde bei kurzen Erholungsphasen bis zu den 1960er Jahren auf rund 180 Einwohner, bevor eine Wachstumsphase einsetzte, die bis zur Jahrtausendwende anhielt und die Größe auf 325 Einwohner steigen ließ. Seitdem stagniert die Einwohnerzahl der Gemeinde.
| Jahr      | 1962 | 1968 | 1975 | 1982 | 1990 | 1999 | 2006 | 2011 | 2022 |
| --------- | ---- | ---- | ---- | ---- | ---- | ---- | ---- | ---- | ---- |
| Einwohner | 215  | 179  | 220  | 257  | 278  | 324  | 313  | 298  | 283  |

## Sehenswürdigkeiten

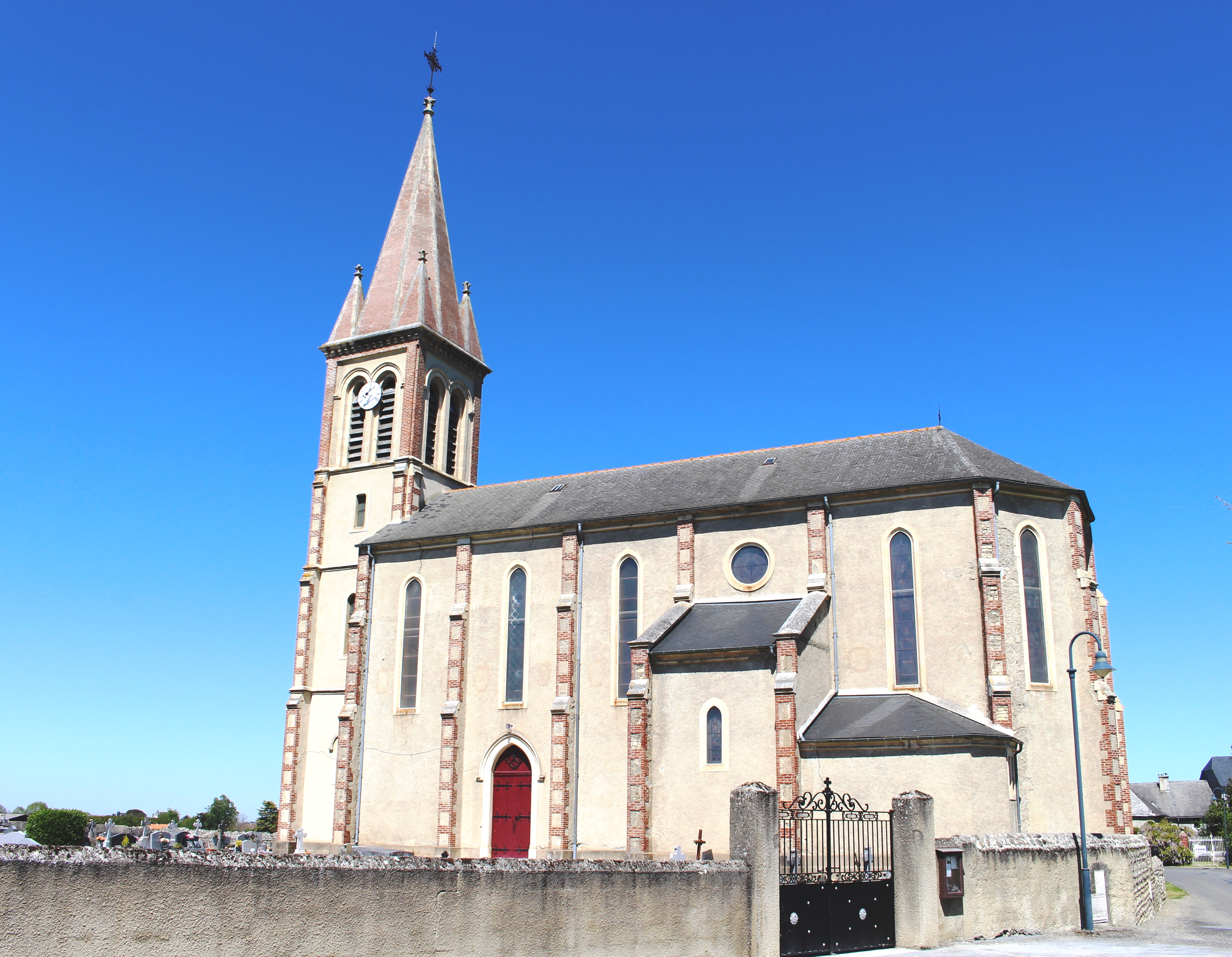
Pfarrkirche Saint-Étienne
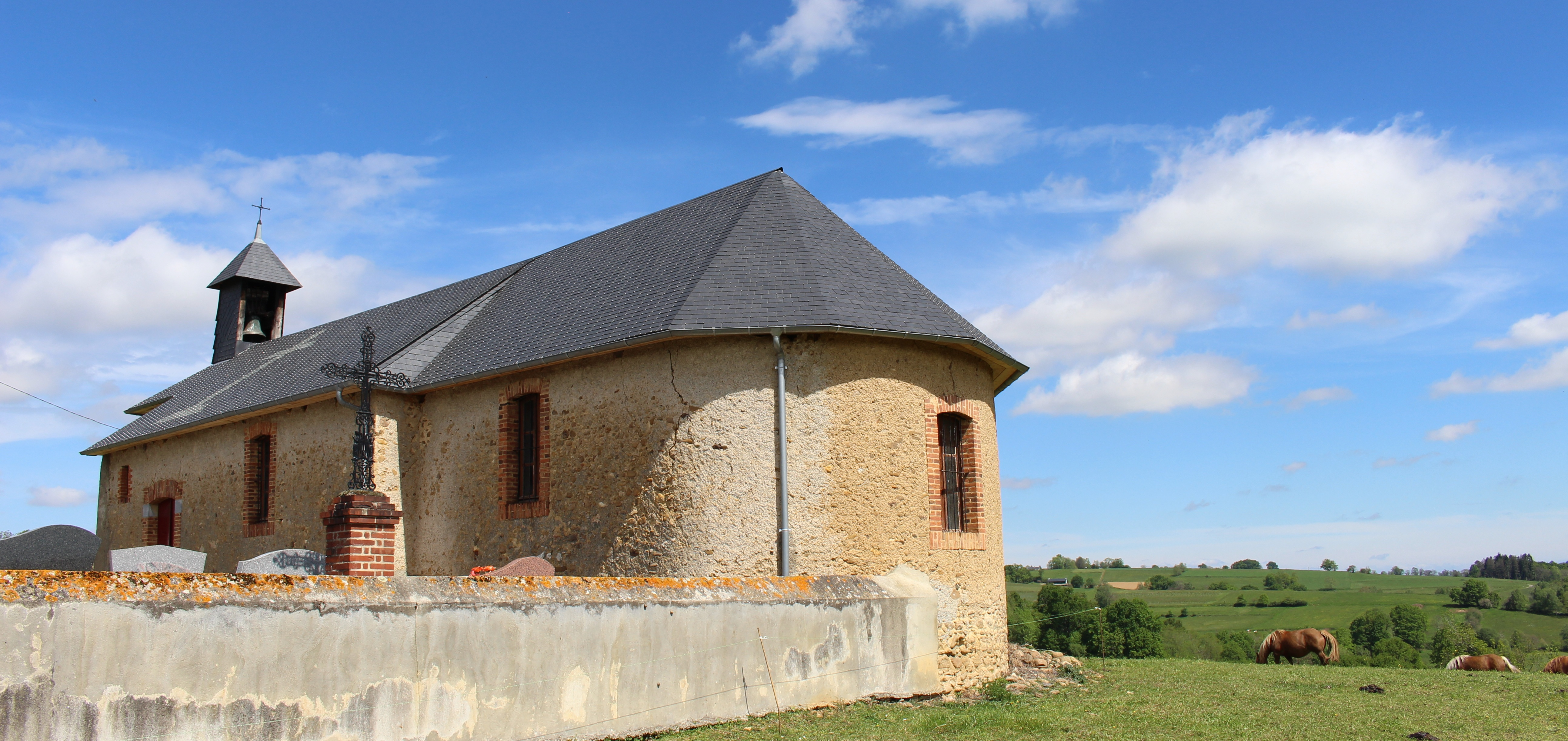
Kapelle de l’Arrêt

- Pfarrkirche Saint-Étienne
- Kapelle de l’Arrêt

## Wirtschaft und Infrastruktur

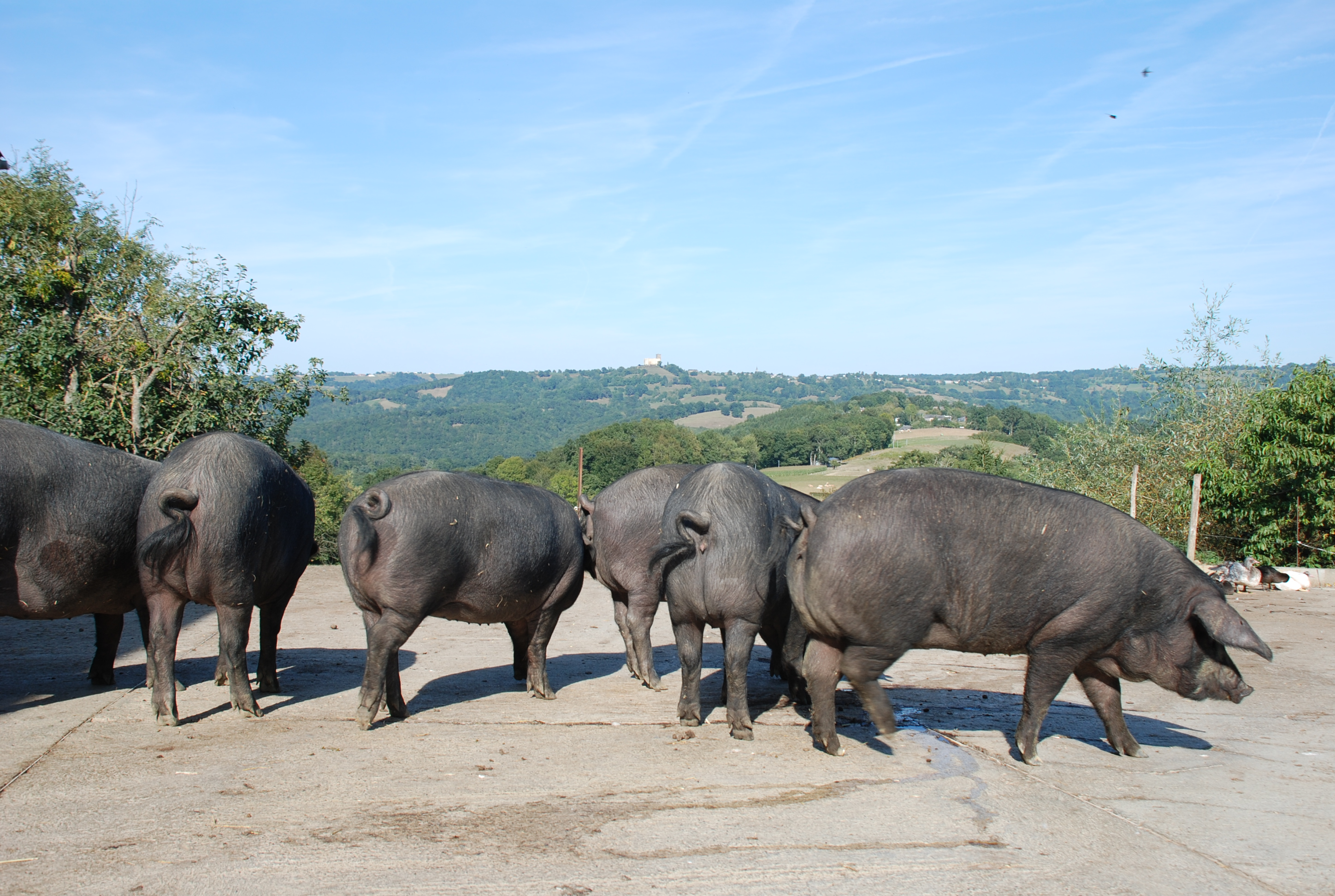
Porcs Noirs de Bigorre

Bernac-Dessus liegt in den Zonen AOC der Schweinerasse Porc noir de Bigorre und des Schinkens Jambon noir de Bigorre.

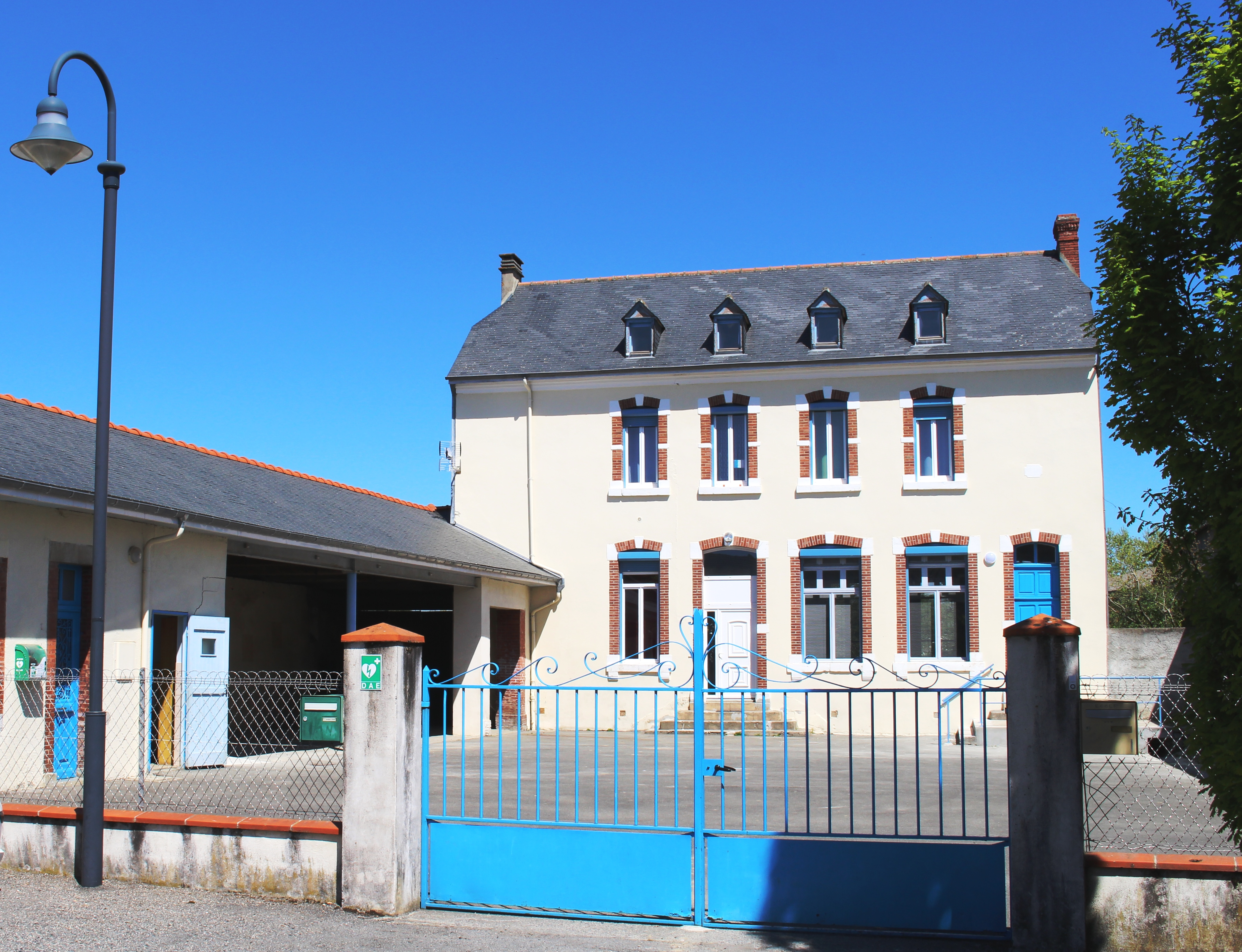
Schule in Bernac-Dessus

### Bildung
Die Gemeinde verfügt über eine öffentliche Grundschule mit 18 Schülerinnen und Schülern im Schuljahr 2019/2020.

### Verkehr
Bernac-Dessus ist erreichbar über die Routes départementales 8, 85, 119 und 119A.
Die Bahnstrecke Morcenx–Bagnères-de-Bigorre durchquert das Gemeindegebiet. Heute wird sie allerdings nur noch für den Güterverkehr genutzt.